# Boris Giltburg

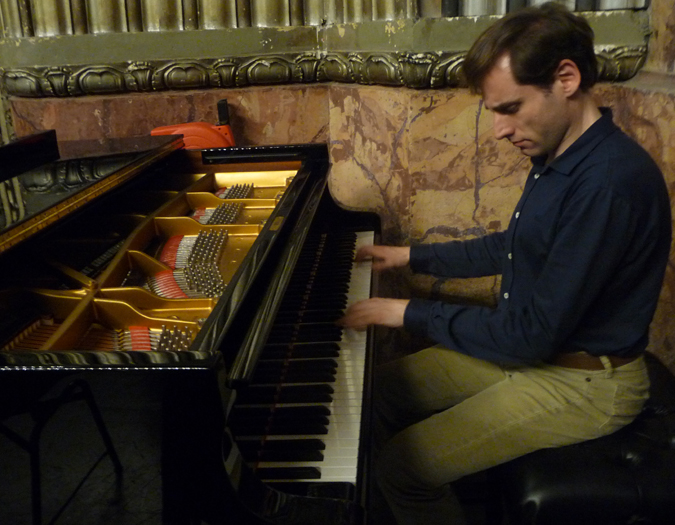
Boris Giltburg bei einer Probe in der Opéra de Marseille (2019)

Boris Giltburg (* 1984 in Moskau) ist ein israelischer Pianist.

## Leben und Wirken
Giltburg begann seine Ausbildung am Piano bei seiner Mutter noch in der Sowjetunion. Nachdem die Familie Anfang der 1990er Jahre nach Israel ausgewandert war, setzte er seine Studien bei Arie Vardi fort. Bereits während des Studiums unternahm er eine Tournee in die USA mit dem Israel Chamber Orchestra unter der Leitung von Philippe Entremont. Er ist Preisträger mehrerer Internationaler Wettbewerbe.
Weltweit konzertierte er in bedeutenden Konzerthäusern mit Orchestern wie zum Beispiel London Symphony Orchestra, Philharmonia Orchestra London, BBC Scottish Symphony Orchestra, Royal Liverpool Philharmonic Orchestra, Israel Philharmonic Orchestra, NHK Symphony Orchestra, Indianapolis Symphony Orchestra oder dem Hong Kong Philharmonic Orchestra. In Deutschland trat er unter anderem mit dem Deutschen Symphonie-Orchester Berlin, der Deutschen Kammerphilharmonie Bremen, dem hr-Sinfonieorchester in Frankfurt und der Deutschen Radio Philharmonie sowie in der Saison 2010/2011 bei einem Lunchkonzert des Hessischen Rundfunks und beim Südwestrundfunk in Mainz auf. Er war weltweit zu Gast bei internationalen Musikfestivals.
Dabei arbeitete er mit Dirigenten zusammen wie Zubin Mehta, Rafael Frühbeck de Burgos, Christoph von Dohnanyi, Neeme Järvi, Jukka-Pekka Saraste, Leif Segerstam, Yannick Nézet-Séguin, Stéphane Denève, Thomas Dausgaard, Wassili Petrenko und Vassily Sinaisky.
Es liegt eine umfangreiche Diskografie vor.

## Preise
Im Jahr 2002 war er Gewinner des Internationalen Klavierwettbewerb von Santander und erhielt 2011 den 2. Preis beim Arthur Rubinstein Klavierwettbewerb in Tel Aviv. 2013 war er erster Preisträger des internationalen Königin-Elisabeth-Wettbewerbs in Brüssel und erhielt auch den Publikumspreis des belgischen, flämischsprechenden Fernsehsenders VRT. 2018 wurde er mit dem Opus-Klassik-Preis in der Kategorie „Solistische Einspielung des Jahres (Musik 20./21. Jh.) / Klavier“ ausgezeichnet für seine Aufnahme von Rachmaninows Klavierkonzert Nr. 2 und dessen Études-tableaux op. 33, erschienen bei Naxos.